# Endotrichella maquilinensis
Endotrichella maquilinensis là một loài rêu trong họ Pterobryaceae. Loài này được Tixier ex During mô tả khoa học đầu tiên năm 1977.
Danh pháp khoa học của loài này chưa được làm sáng tỏ. 